# 파베욘
파베욘(스페인어: pabellón) 또는 파베욘 크리오요(스페인어: pabellón criollo)는 베네수엘라의 전통 음식이다. 쌀밥과 콩, 카르네 메차다, 타하다로 구성되며, 흰 밥과 갈색 고기, 검은 콩이 각각 베네수엘라 문화를 구성하는 스페인계, 원주민계, 아프리카계 요소들을 상징한다고 여겨지기도 한다. 타하다 대신 구운 플랜테인을 쓴 것, 채 친 치즈나 달걀 프라이를 곁들인 것 등 여러 가지 변형도 존재한다. 베네수엘라의 국민 음식 가운데 하나이기도 하다.

## 이름
스페인어 "파베욘(pabellón)"은 "파빌리온"을 뜻하는 말이며, "크리오요(criollo)"는 "크리올 요리"라는 뜻으로 붙는 형용사이다.

## 만들기
흰쌀밥을 지을 때는 올리브유에 양파와 마늘 등을 볶다가 인디카 쌀을 부어 함께 볶고 소금으로 간한 다음 물을 부어 끓인다. 콩 스튜는 검정거북콩으로 만든다. 카르네 메차다는 전통적으로 "팔다(falda)"라 불리는 쇠고기 부위를 사용해 만든다. 한국식 부위로는 양지에 해당한다. 잘 익은 플랜테인으로 만든 타하다 데 플라타노 마두로를 곁들여 낸다.

## 변형
- 파베욘 라렌세(pabellón larense): "라라식 파베욘"이라는 뜻이다. 카르네 메차다 대신 염소고기로 만든 파타 데 그리요를 사용하며, 타하다와 콩에는 채 친 치즈(케소 블랑코)를 뿌려 낸다.
- 파베욘 마르가리테뇨(pabellón margariteño): "마르가리타식 파베욘"이라는 뜻이다. 카르네 메차다 대신 토프상어고기가 사용되며, 콩에 설탕을 넣는다.
- 파베욘 베헤타리아노(pabellón vegetariano): "채식 카바욘"이다. 거의 항상 카르네 메차다가 가지로 대체된다.
- 파베욘 술리아노(pabellón zuliano): "술리아식 파베욘"이라는 뜻이다. 안데스 지역과 술리아에서는 잘 익은 플랜테인으로 만든 타하다 대신 덜 익은 풋플랜테인으로 만든 토스톤을 곁들인다. 술리아에서는 카르네 메차다에 코코넛을 넣어 만들기도 한다.
- 파베욘 아 카바요(pabellón a caballo): "아 카바요"는 "말을 탄"이라는 뜻이다. 음식 이름에서는 "달걀 프라이를 올린"이라는 뜻이다. 달걀 프라이를 곁들인 파베욘을 "파베욘 아 카바요"라 부른다.
- 파베욘 알테라도(pabellón alterado): "변형 파베욘"이라는 뜻이다. 베네수엘라 서부 지역과 야노스 센트랄레스 지역에서 먹는, 쌀밥을 스파게티로 대체하고 달걀 프라이를 곁들인 파베욘이다.
- 파베욘 야네로(pabellón llanero): "야노스식 파베욘"이라는 뜻이다. 쇠고기 대신 카피바라나 파카, 사슴 등의 고기를 쓰기도 하며, 플랜테인과 콩에 채 친 야네로 치즈를 곁들인다.
- 파베욘 콘 바란다(pabellón con baranda): "바란다"는 "보호 난간"을 뜻한다. 타하다를 접시 가장자리에 보호 난간처럼 두른 파베욘을 "파베욘 콘 바란다"라 부른다.
- 파베욘 콘 아레파스(pabellón con arepas): 쌀밥 대신 아레파를 곁들인 파베욘이다. 보통 아침으로 먹는다. 채 친 치즈(케소 블랑코), 아보카도, 페리코를 곁들이기도 한다. "아침 파베욘"이라는 뜻의 파베욘 콘 마냐네로(pabellón mañanero)로도 불린다.

## 사진

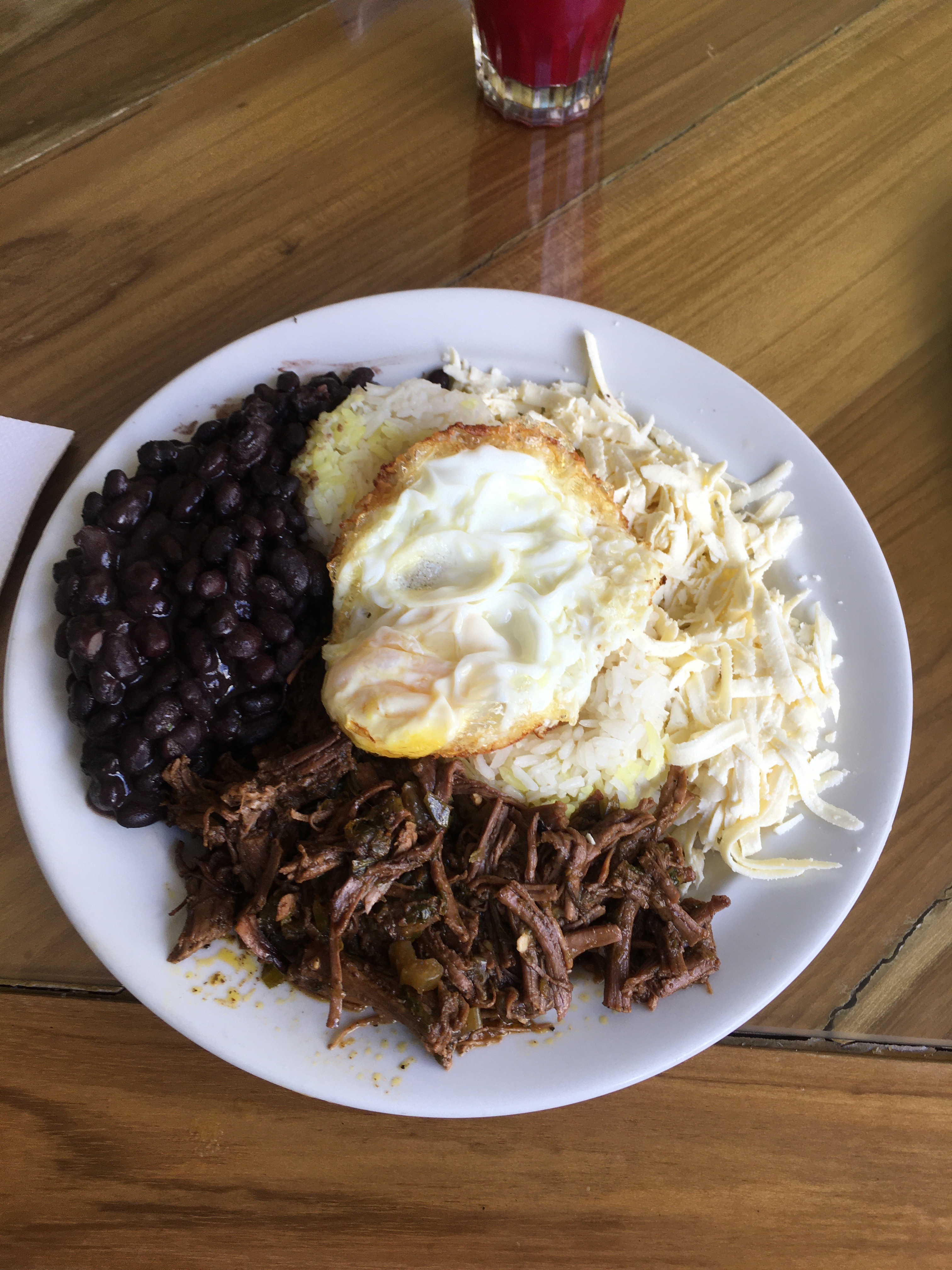
채 친 치즈와 달걀 프라이를 곁들인 파베욘

## 같이 보기
- 반데라
- 반데하 파이사
- 카사도
- 아로스 콘 프리홀레스